# Libertad (Velvet Revolver)
Libertad è il secondo album in studio dei Velvet Revolver pubblicato in Italia e nel resto d'Europa il 2 luglio 2007, l'uscita negli Stati Uniti d'America è stata posticipata di un giorno.
Il nome dell'album è in spagnolo, che tradotto in italiano significa "libertà". Secondo un'intervista del 2007 di Rolling Stone, insieme con l'album Core degli Stone Temple Pilots, Libertad è l'unico album che il cantante Scott Weiland ha scritto sobrio. Libertad è stato l'ultimo album dei Velvet Revolver con Weiland alla voce: il cantante ha lasciato la band nel mese di aprile 2008. Libertad è anche l'ultimo disco della band pubblicato con l'RCA Records.

## Tracce
1. Let It Roll
2. She Mine
3. Get Out the Door
4. She Builds Quick Machines
5. The Last Fight
6. Pills', Demons & Etc.
7. American Man
8. Mary Mary
9. Just Sixteen
10. Can't Get It Out Of My Head
11. For A Brother
12. Spay
13. Gravedancer

## Singoli
- She Builds Quick Machines
- The Last Fight
- Get Out the Door

## Formazione
- Scott Weiland - voce
- Slash - chitarra solista
- Dave Kushner - chitarra ritmica
- Duff McKagan - basso
- Matt Sorum - batteria